# 濵畠太
濵畠 太（はまはた ふとし 1973年 - ）は、日本のビジネス書作家、ノンフィクション作家、自己啓発書作家、マーケター、ブランドマネージャー。
東証プライム上場企業を3社経験したのち、『鎌倉新書』のプロモーション室長を経て、現在は一般社団法人の代表理事など、複数の職に就いている。
濱畠太、浜畠太の表記も使用する。 なお、濱畑太は誤り。

## 来歴・人物

### 職歴・学歴
東京都出身。大学を中退したのち、広報・広告関連の専門学校を2校卒業している。
1999年卒業後は本田技研工業傘下のモータースポーツ施設運営会社『モビリティランド』に入社し、鈴鹿サーキットの広報担当。モータースポーツファンの減少と高齢化が課題となっており、主にフォーミュラ1、鈴鹿8耐など国際大会の入場者数回復に向けた広報、マーケティング業務に従事していた。在職時は社団法人三重県観光連盟の広告宣伝も兼務していた。
その後は、2008年に『柿安本店』 販売促進部門、2012年に『大東建託』 広告宣伝部門を経て、2018年に『鎌倉新書』 プロモーション室長に就任。4社で広報・宣伝・マーケティング部門を担当した。

### マーケター、ブランドマネージャーとして
職歴4社のうち2社は地方に本社を置き、2社は全国に営業拠点を置く企業であったため、自治体との交渉や地元企業と協業したビジネス展開なども多く経験し、結果として地方活性化や地方企業のマーケティング、経営課題の抽出や改善に強くなっていったという。現在までに複数地方の自治体や中小企業のコンサルティングを受託している。
官庁の観光誘致、大手企業の商品開発など多くのプロジェクトへ参加。企業や学生を対象にした研修、講演、異業種交流会の主催なども行っている。
マーティング従事者約1,000名からなる日本最大級のマーケティング勉強会『商品開発の会』幹事。ビジネスセミナー『山手会』幹事。マーケティング研究協会講師。2017年度、厚生労働省・職業能力評価(マーケティング部門)検討委員。2017年に日本能率協会が主催する日本のサラリーマン100選（現在は廃止）に選ばれている。
女優、桜井日奈子の写真集『CM MAKING PHOTO BOOK（玄光社CM NOW2017年5月号別冊）』に、デビュー間もない桜井日奈子を抜擢した際のコメントが記載されている。またCM総合研究所の月刊CM INDEX（2017年9月号）には、2017年7月度に作品別CM好感度で住宅・建設業類1位に輝いた際のインタビューが掲載されている。ほかにも広告関連の受賞歴がある。

### ビジネス書作家として
2013年より、企業に所属しながらビジネス書、自己啓発書の作家活動を開始。
著書は自らの実績を基にしたマーケティング、ブランディングに関連するビジネス書と、働き方、セルフブランディングをテーマにした自己啓発書に分けられる。日本史に関連した著書やセミナーも多く、近著ではNHK大河ドラマの主人公を題材にしている。

### 日本写真史研究家として
幕末から明治にかけての日本人写真師、および日本の古写真について独自に研究を続けており、日本各地で活躍した幕末明治の写真師を962名収録した電子書籍が出版されている。写真師の人名検索サイト「幕末明治の写真師 総覧」も運営している。
2020年1月6日の神戸新聞に、日立造船の創業者エドワード・ハズレット・ハンターのガラス原板写真を発見したという記事が掲載されている。
2021年2月1日の毎日新聞に、紀州藩の剣術家・橘内蔵介の肖像写真を発見したという記事が掲載されている。
2022年7月4日の毎日新聞に、大礼服姿の10代加賀美嘉兵衛光則の肖像写真を発見したという記事が掲載されている。
2024年10月30日の読売新聞に、旧大宮町の初代町長・近藤善吉の肖像写真を発見したという記事が掲載されている。
2025年3月11日、3月17日の静岡新聞に、松崎町の豪農で、依田勉三とともに晩成社を設立した依田善六(依田園)の肖像写真を発見したという記事が掲載されている。

## 主な著書
以下ほか、団体名義、企業名義で複数の書籍を出版している。

### ビジネス書（企業ブランディング）
- 2013年 『小さくても愛される会社のつくり方』（明日香出版社、ISBN 978-4756916105）
- 2013年 『わさビーフしたたかに笑う。業界3位以下の会社のための商品戦略』（明日香出版社、ISBN 978-4756916730）
- 2014年 『20代でつくる、感性の仕事術』（東急エージェンシー、ISBN 978-4884971205）
- 2016年 『ヒット商品を生み出す最良最短の方法』（こう書房、ISBN 978-4769611578）
- 2017年 『「こち亀」両さんのビジネスをマーケティング的に分析してみた』（総合法令出版、ISBN 978-4862805355）
- 2022年 『倒産寸前だった鎌倉新書はなぜ東証一部上場できたのか』（方丈社、ISBN 978-4908925900）

### 自己啓発書（セルフブランディング）
- 2015年 『ぶれない意見のつくりかた。～千利休・自分らしく働くための11作法～』（誠文堂新光社、ISBN 978-4416915332）
- 2016年 『～もし真田幸村が現代に生きていたら～ 成し遂げる人になる10の条件』（カナリアコミュニケーションズ、ISBN 978-4778203290）
- 2016年 『遠州の女城主・井伊直虎　35の選択』（静岡新聞社、ISBN 978-4783822547）
- 2017年 『自分らしく要領よく仕事をしてなぜか評価されるズルい働き方』（こう書房、ISBN 978-4769611622）

### その他
- 2018年 『幕末明治の写真師の軌跡』（スターティアラボ、ISBN 978-4909745163）